# アンドレアス・リバヴィウス

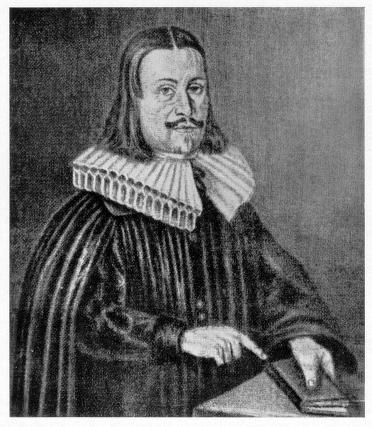
アンドレアス・リバヴィウス

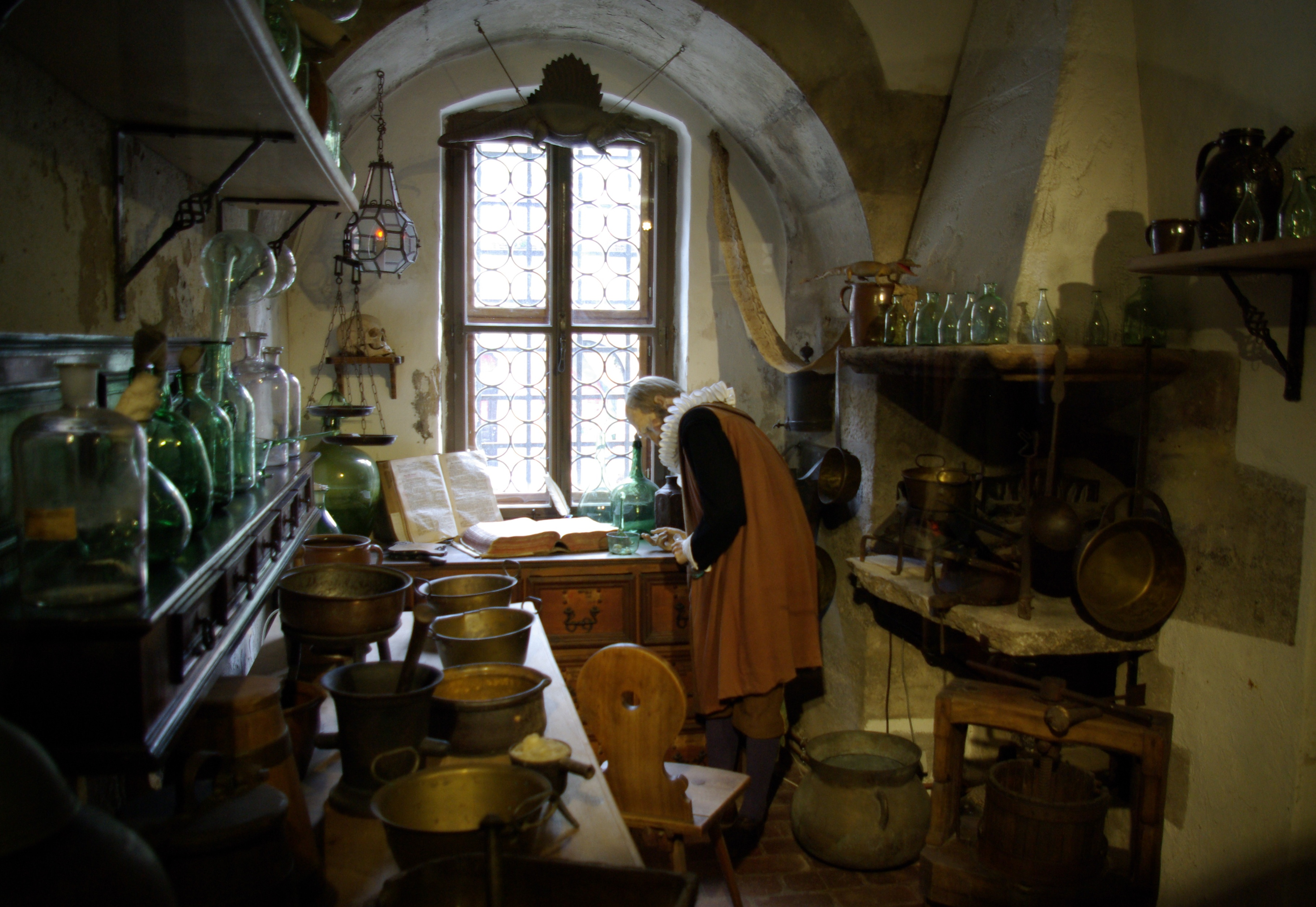
ローテンブルク・オプ・デア・タウバーの歴史館のリバヴィウスの実験室の再現展示

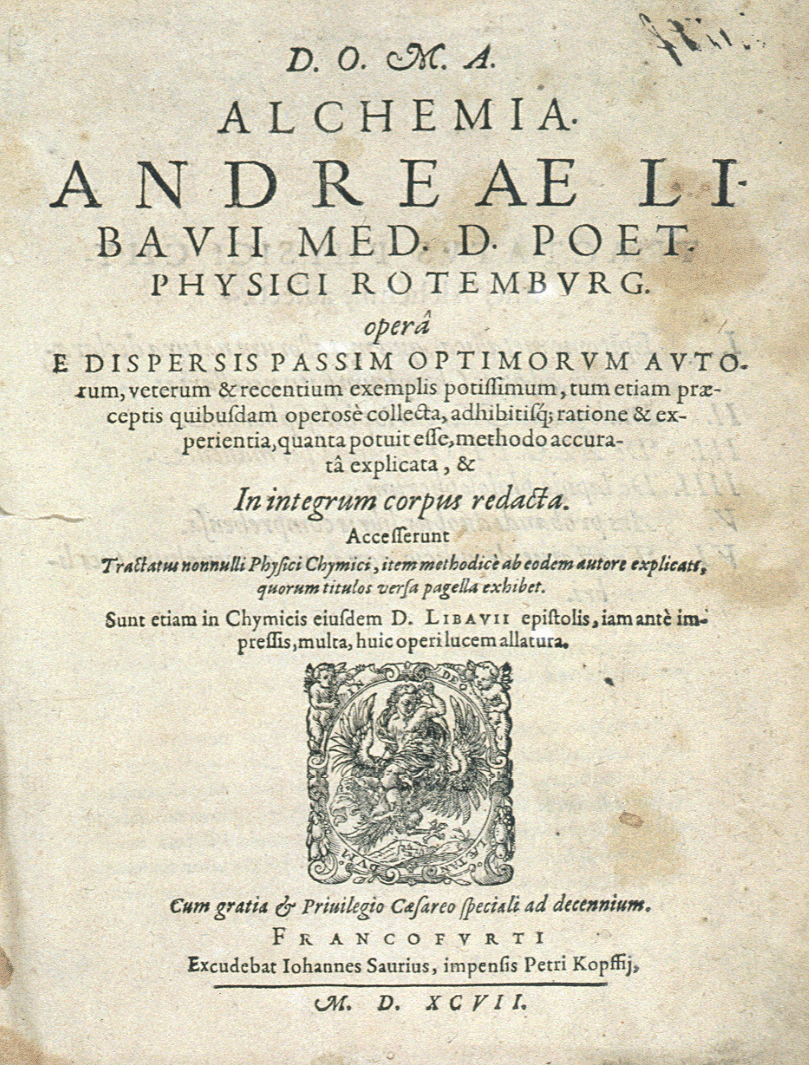
『錬金術論』(Alchemia) 1597年

アンドレアス・リバヴィウス（Andreas Libavius, 1555年 - 1616年7月25日）は16世紀ドイツの学者、医師である。1597年に執筆した『錬金術論』(Alchemia) は史上初の体系的な化学教科書とされる。本名であるドイツ語名はアンドレアス・リバウ (Andreas Libau) であり、またバシリウス・デ・ヴァルナ (Basilius de Varna) とも名乗った。
ハレ・アン・デア・ザーレに生まれ、1576年からヴィッテンベルク大学、イェーナ大学で哲学と歴史を学んだ。イェーナでは医学も学んだ。1581年から教師を務めた後、1588年にバーゼル大学で医学を学び、医師の資格を得た。イェーナ大学で歴史と詩学の教授となり、医療紛争の判事も務めた。
1591年にローテンブルク・オプ・デア・タウバー市の医師になり、学校監査院も務めた。1606年にザクセン＝コーブルク公ヨハン・カジミールの招きを受け、コーブルクに新設されたギムナジウム、カジミリアヌム (Casimirianum) の校長となり、没するまでその職にあった。
神学の分野での著書はバシリウス・デ・ヴァルナ名義で発表し、イエズス会のヤーコプ・グレツァー (Jacob Gretser) に反対する立場を取った。
1597年の『錬金術論』は、最終章を「賢者の石」でしめくくるなど錬金術を信じながらも、実際的な化学の研究の道具や方法を解説したもので、アンモニアと銅イオンの反応による呈色反応なども記述されている。パラケルススの記述への批判も見られた。その他の著書に医学的な記述と考察を行った singularia（1599年）、Tractatus Medicus Physicus und Historia des fürtrefflichen Casimirianischen SawerBrunnen/ unter Libenstein/ nicht fern von Schmalkalden gelegen（1610年）や、1605年に発見し Spiritus fumans Libavii と名づけられた塩化スズ(II)について記した Syntagmatis alchamiae arcanorum（1615年）がある。

## 著作
- Neoparacelsica. Frankfurt/Main 1594
- Tractatus duo physici. Frankfurt/Main 1594
- Gegenber. v. der Panacea Amwal-dina. Frankfurt/Main 1595
- Singularium pars prima ... pars secunda. Frankfurt/Main 1595
- Analysis dialéctica colloquii Ratisbonensis. Frankfurt/Main 1602
- Poemata epica, lyrica, et elegica. Frankfurt/Main 1602
- Alchymistische Practic. Frankfurt 1603, Online-Ausgabe der Sächsischen Landesbibliothek – Staats- und Universitätsbibliothek Dresden
- Gretserus triumphatus. Frankfurt/Main 1604
- Alchymia triumphans. Frankfurt/Main 1607
- Wolmeinendes Bedencken / Von der Fama, und Confession der Brüderschaft deß Rosen Creutzes. Frankfurt/Main 1616